# Église Saint-François-d'Assise de Paris
Pour les articles homonymes, voir Église Saint-François-d'Assise.
L'église catholique Saint-François-d'Assise  est située rue de Mouzaïa dans le 19e arrondissement de Paris. Elle est dédiée à saint François d'Assise pour commémorer les sept cents ans de la création du Tiers-Ordre de saint François (fondé en 1222). 
Il y avait précédemment une chapelle dédiée à Notre-Dame-du-Sacré-Cœur, mais du fait de l'expansion démographique du quartier, le diocèse a acheté un terrain pour construire une nouvelle église. Commencés en 1914, les travaux sont interrompus pendant la guerre et reprennent en 1919.

## Localisation, orientation et accès
L'église catholique Saint-François-d'Assise est située rue de Mouzaïa dans le 19e arrondissement de Paris.
L'accès principal est perpendiculaire à la nef, qui est orientée vers l'est, point d'apparition de la lumière le matin. Le plan et l'ornementation suivent le schéma des églises d'Ombrie, patrie de saint François d'Assise et de sainte Claire, fondatrice de l'ordre des Clarisses.

## Historique

### Existence d'une chapelle
Il prend la suite d'une chapelle dédiée à Notre-Dame-du-Sacré-Cœur qui se trouvait au 31 de la rue du Général-Brunet. L'expansion démographique du quartier conduit le diocèse à acheter ce terrain pour construire une église rue de Mouzaïa avec au niveau inférieur une chapelle accessible par la rue du Général-Brunet, qui est dédiée à saint Landry.

### Édification d'une nouvelle église
Cette église a été construite entre 1914 et 1926 par les frères Paul et Augustin Courcoux (1871-1956), ce dernier prenant la suite de son frère décédé en 1921.
Commencés en 1914, les travaux sont interrompus pendant la guerre et reprennent en 1919.
Le chœur est réaménagé en 2004 par Wandrille Thieulin.

### Restaurations des années 2020
En 2025, on constate différents types de dégradation, le temps et l'humidité ayant fait leur ouvrage : soulèvement de tesselles, traces d'infiltrations et lacunes de la mosaïque.
Pour les peintures, les principales altérations sont liées à l'empoussièrement et l'encrassement, à l'apparition de sels du fait des infiltrations d'eau par le toit et donc de l'humidité des murs, et à des griffures et des lacunes à hauteur d'homme.
Le premier défi étant de stopper les infiltrations d'eau, le diocèse de Paris a fait survoler le toit de l'église par un drone, pour constater qu'il convenait de remplacer urgemment les tuiles cassées, pour qu'ensuite les œuvres en péril puissent sécher avant leur restauration.

## Description

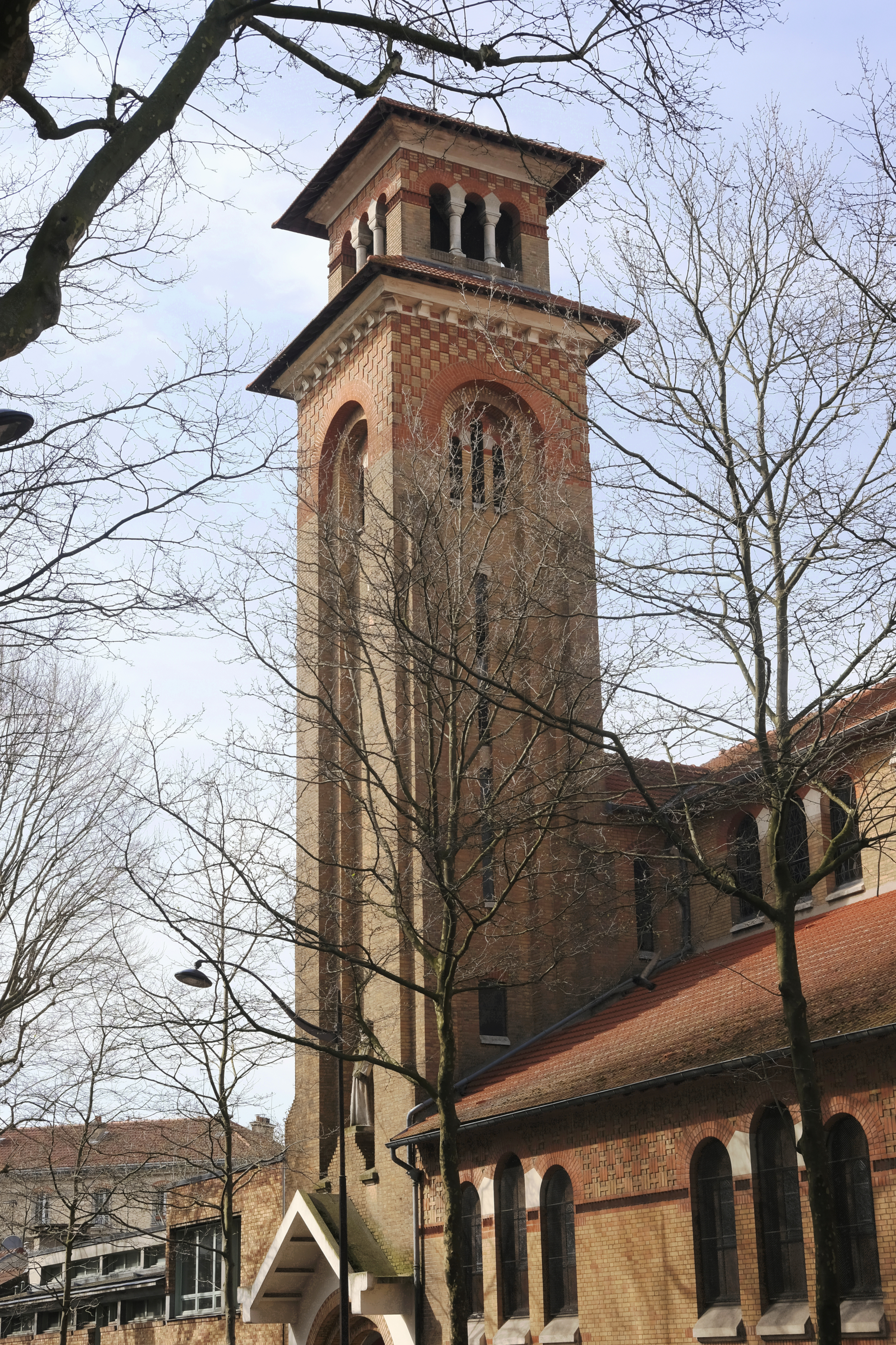
Le clocher.

### Généralités

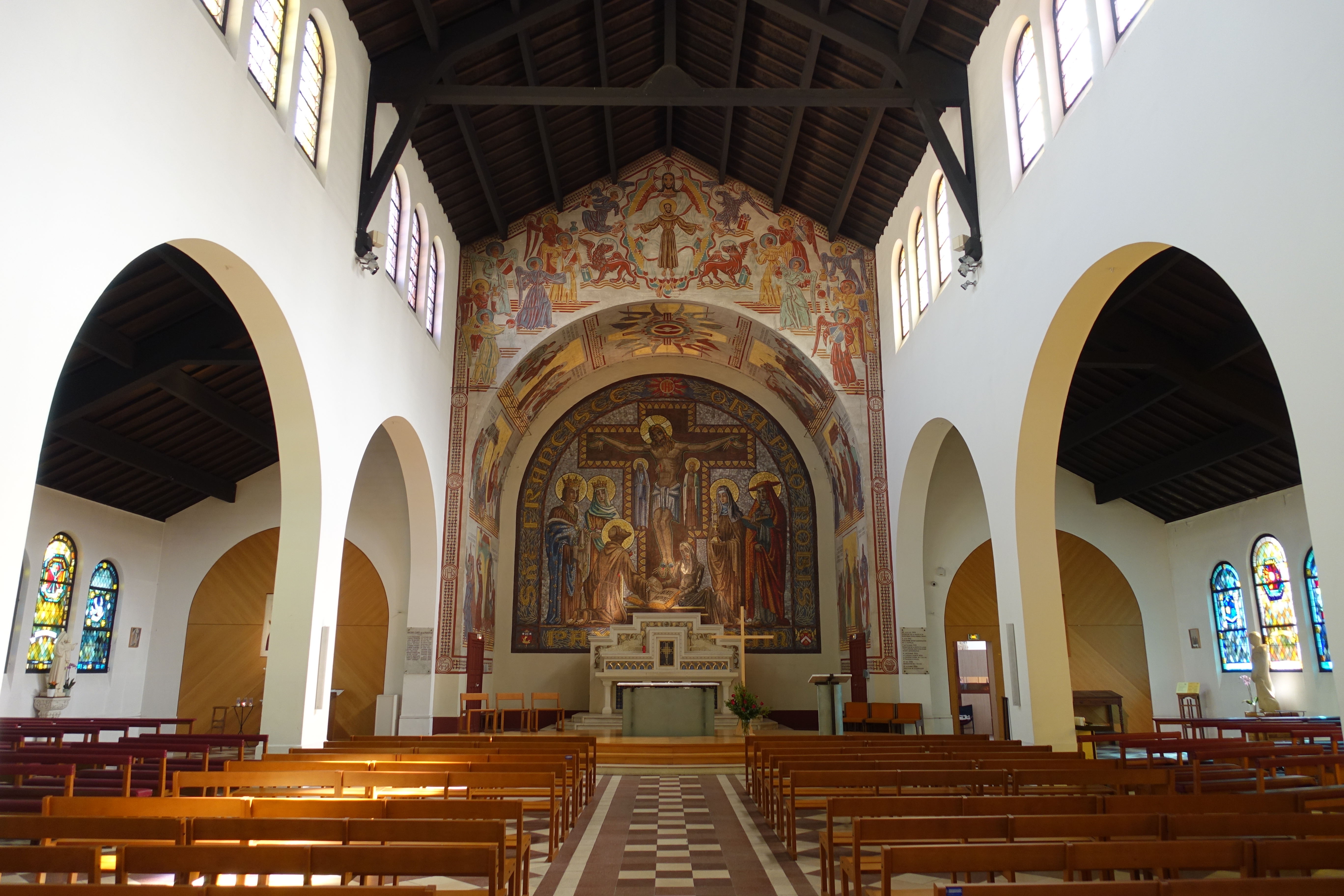
La nef centrale vers le chœur.

Ce sanctuaire est dédié à saint François d'Assise pour commémorer les sept cents ans de la création du Tiers-Ordre de saint François (fondé en 1222).
En entrant dans cette église de brique à ossature de béton, dans le style roman italien, on constate la luminosité singulière qui baignent les œuvres d'art sacré ornant les murs blancs.
La grande simplicité franciscaine de la construction contraste avec la riche décoration de certains espaces où se côtoient différentes influences : byzantine pour la mosaïque de fond de chœur, romane pour les fresques peintes, art déco pour le maître autel, la grille du baptistère, et l’escalier d’accès à la tribune de l’orgue.
La blancheur des murs et des vitraux, les peintures murales et la grande mosaïque contrastent avec les teintes foncées des plafonds. 
La charpente apparente est en béton armé imitant le bois.

### La mosaïque

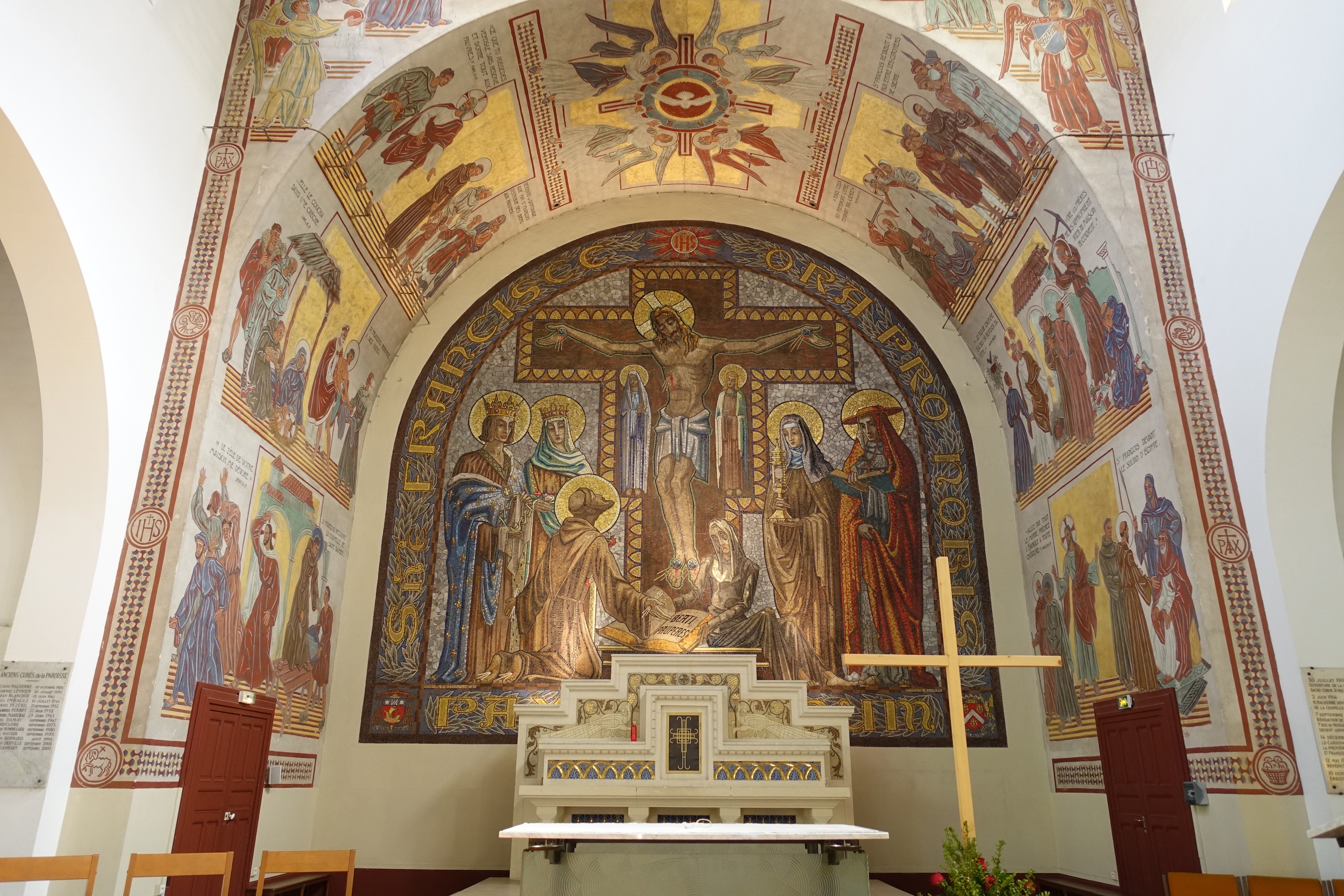
Le chœur avec ses mosaïques.

Le chœur est décoré d'une mosaïque de l'abside signée Mauméjean réalisée en 1930 sur la base d'un carton du peintre et mosaïste Charles Bouleau (1906-1987) représentant au premier plan saint François recevant les stigmates à genou devant l'Évangile et Dame Pauvreté au pied du crucifix.
Beati pauperes est extrait du sermon de Jésus sur la montagne (Mt 5,3).
Au second plan, à gauche, on reconnait Saint Louis et sainte Élisabeth de Hongrie, et à droite saint Bonaventure et sainte Claire. De chaque côté, tout proches de Jésus crucifié en plus petit, on retrouve Marie et saint Jean sur le bois de la Croix.
Sur la bordure de lauriers, on lit l'invocation S[a]n[ct]e Francisce ora pro nobis suivie de Pax et Bonum.
Au centre, au-dessus de la croix, le soleil, cher à François.

### La fresque
Les peintures murales ont été commandées à Charles Bouleau en 1945.
Sur l'arc du chœur, la fresque met en regard des scènes de l'Évangile avec les épisodes de la vie de saint François nommé Fioretti. 
Face à la nef, entouré des symboles des quatre évangélistes, le Christ présente François à la vénération des fidèles. Autour, des anges portent des phylactères avec les inscriptions Humilité, Chasteté, Pauvreté et Charité.

### L'autel
Adossé au mur du chœur, l'ancien autel est orné de mosaïques d'inspiration byzantine avec des paons en bas-relief, symboles de résurrection pour les premiers chrétiens. En 2004, le maître verrier Florent Boissonet réalise en verre fusionné l’ambon et l'autel encastré dans un podium en chêne clair en forme de mandorle. 

### Les vitraux
Les vitraux nord proches du chœur traitent de la Trinité et ceux du sud font référence au Cantique des Créatures écrit par saint François dans les derniers mois de sa vie. Ils ont été rejoints par des vitraux de l'ancienne chapelle Molitor dédiée à saint François et démolie en 1997; au nord deux groupes d'anges entourent la Trinité alors que saint Antoine de Padoue et sainte Colette entourent saint François louant Dieu et la création. La façade sud reçoit des fidèles du Poverello : saint Bonaventure, saint Joseph de Cupertino et saint Félix de Cantalice, puis les bienheureux Agathange de Vendôme et Cassien de Nantes, saint Fidèle de Sigmaringen et les bienheureux Apollinaire du Japon. Décrochés de l'ancienne chapelle en 1997, les anciens vitraux sont d'abord perdus puis retrouvés chez un verrier en 2009 avant d'être réinstallés le 22 septembre 2012.

### Des icônes
Sur le bas-côté nord, l'icône au thème oriental La Mère de Dieu à l'Enfant en prière a été offerte en 1976 par l'Institut Saint-Serge. Celle du bas-côté sud s'inspire d'une fresque du sanctuaire italien de Subiaco et a été écrite en 2004 par Gaboriau, juste à côté de Saint François au loup de Gubbio sculpté par Michel Coste en 1991 dans un style dépouillé. En 2000, le Chemin de croix en papier découpé est l’œuvre d'un artiste et paroissien, Pierre Avon, sur laquelle le Christ porte la barre transversale de sa croix. 

### L'orgue

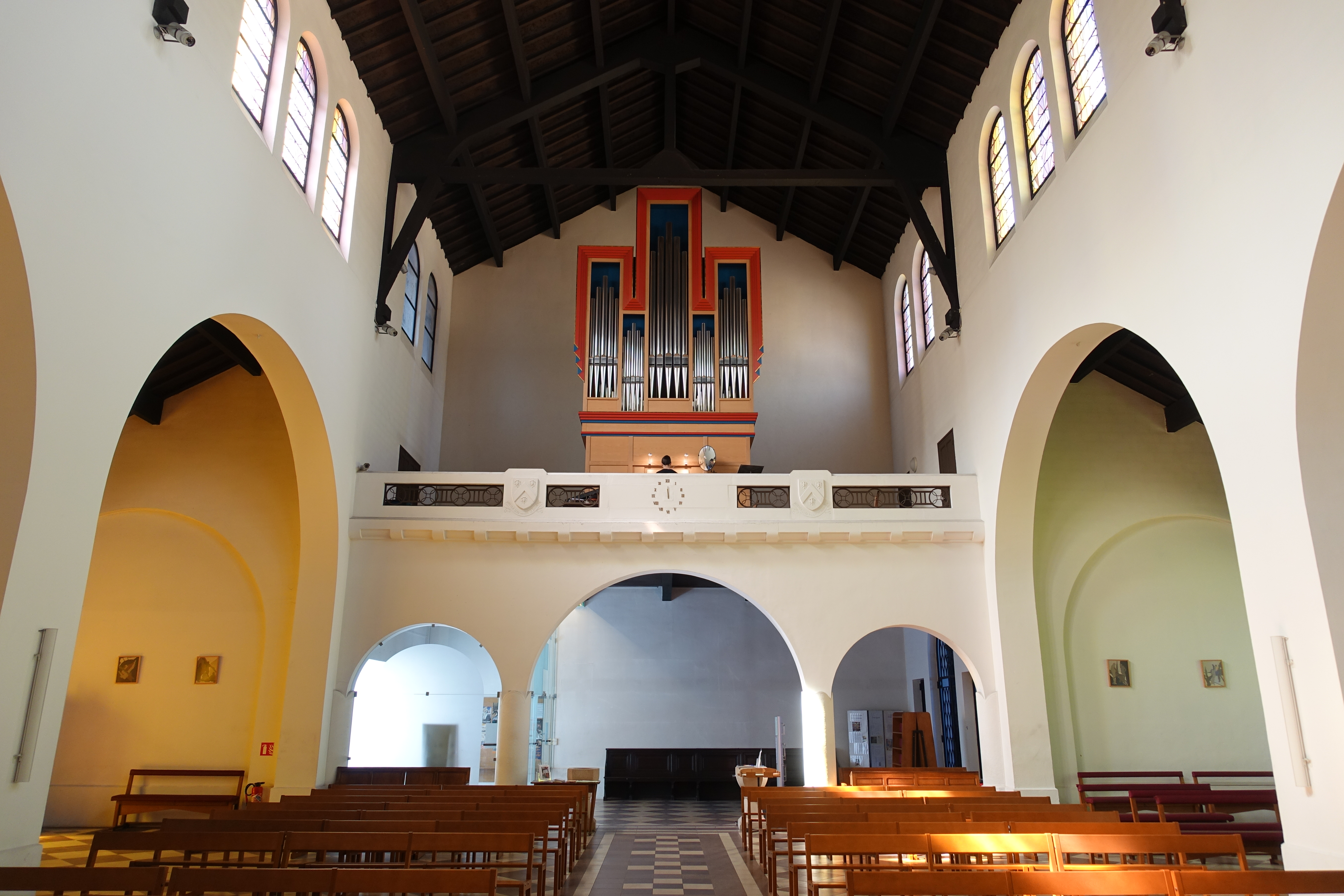
La nef vers l'orgue de tribune.

Au-dessus du narthex, le balcon de style Art déco orné de fer forgé et d'une petite horloge abrite le buffet de l'orgue de dix-huit jeux construit en 2008 par Bernard Cogez. Sa disposition évoque certaines orgues baroques, dont il approche la sonorité.

### La colombe de la paix
Dans l'ancien baptistère, une création des ateliers Duchemin représente une colombe (symbole de l'Esprit Saint) sur fond bleu évoquant la paix.

## Personnalités liées à l'église
Le 18 avril 1954, Eddy Mitchell y fait sa première communion.